# Barroco espanhol

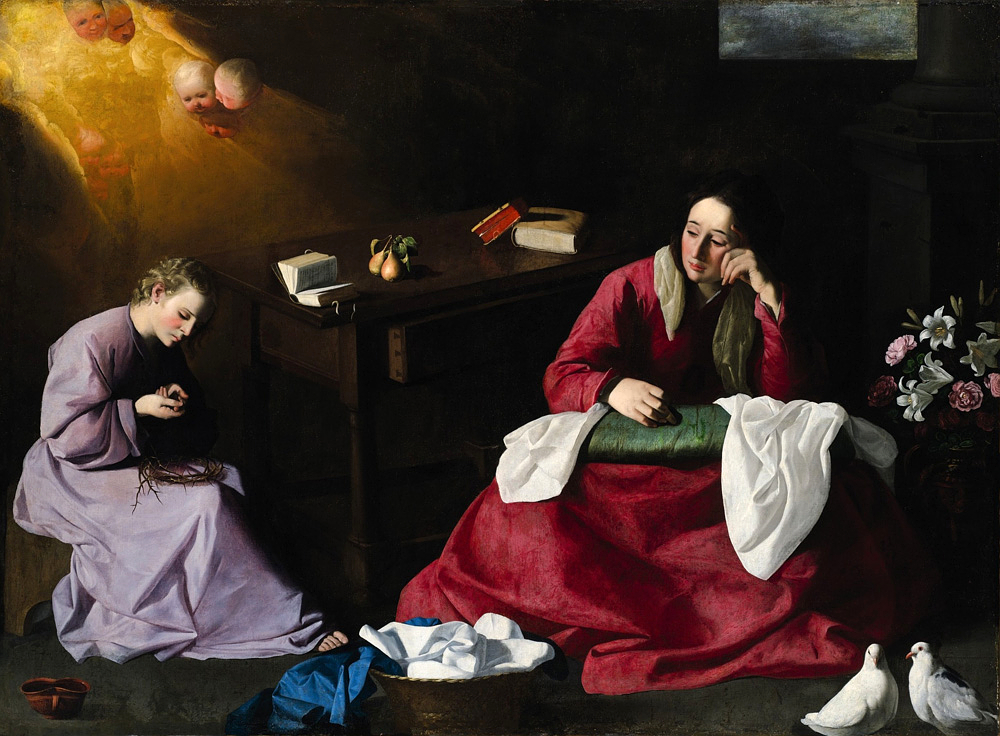
Cristo y la Virgen en Nazaret, de Francisco de Zurbarán

O Barroco Espanhol ou Barroco na Espanha é um conceito da historiografia da arte, da literatura e da música, e genericamente da história da cultura, usado para classificar e definir as manifestações culturais do período barroco (aproximadamente o século e meio entre 1600 e 1750) localizado na Espanha.

## História
Embora seja mais apropriado para a época chamar de Monarquia Católica ou Império Espanhol o espaço político governado pelo rei da Espanha ou Sua Majestade Católica (a Casa de Habsburgo menor - Filipe III de Espanha, Filipe IV de Espanha e Carlos II de Espanha - e o primeiro Bourbon - Filipe V de Espanha -), a bibliografia costuma delimitar a extensão do uso da expressão Barroco Espanhol às produções artísticas da Corte (em Madrid exceto no breve período de 1601-1605 quando esteve em Valladolid) e a dos territórios das Coroas de Castela e de Aragão e do reino de Navarra. Neste espaço não homogêneo distinguem-se também as escolas locais, sobretudo a escola madrileña (ou barroco madrileño), a escola sevilhana (ou barroco sevilhano), a escola valenciana (ou barroco Valenciano), a escola de Valladolid (também chamada castelhana ou Gregorio Fernández - Barroco de Valladolid ou Castelhano), a escola de Salamanca (ou Barroco de Salamanca ou Churrigueresco), a escola Galega (ou Galego Barroco), a escola catalã (ou Barroco Catalão), a escola aragonesa (ou Barroco Aragonês), etc. Para a região de Múrcia e do Levante foi definido um estilo local denominado Barroco Mediterrâneo. 
Nem o barroco português (Portugal torna-se independente em 1640), nem o barroco italiano de Milão, Sicília ou Nápoles (com a presença de José de Ribera), nem o barroco flamengo são habitualmente incluídos no termo barroco espanhol, nem até mesmo o barroco colonial americano ou filipino (arte colonial hispano-americana), embora às vezes seja usada a expressão Barroco Espanhol na América ou Barroco Hispano-Americano. O chamado Barroco da Nova Espanha refere-se ao Vice-Reino da Nova Espanha.

## Artes Plásticas no Barroco Espanhol
- Pintura do Barroco Espanhol
- Escultura do Barroco Espanhol
- Arquitetura do Barroco Espanhol